# Moropsyche gairichringiya
Moropsyche gairichringiya är en nattsländeart som beskrevs av Schmid 1968. Moropsyche gairichringiya ingår i släktet Moropsyche och familjen Apataniidae. Inga underarter finns listade i Catalogue of Life.